# パイパー (潜水艦)
パイパー (USS Piper, SS/AGSS-409) は、アメリカ海軍の潜水艦。バラオ級潜水艦の一隻。艦名Piperは、サヨリ科のキューバでの呼び名に由来する。

## 艦歴
パイパーは1944年3月15日にメイン州キタリーのポーツマス海軍造船所で起工した。当初の艦名はサバヒー（英名Milkfish）のハワイ語名に因みアワ (Awa) の予定であった。6月26日にチャールズ・W・ウィルキンズ大佐の夫人によって命名、進水し、8月23日に艦長バーナード・F・マクマホン中佐（アナポリス1931年組）の指揮下就役する。第二次世界大戦の終盤に就役したパイパーであったが、終戦までに3回の哨戒を完了し、空襲部隊の救助任務および空母任務部隊のピケット任務に従事した。

### 第1の哨戒 1945年1月 - 3月
1945年1月25日、パイパーは最初の哨戒でボーフィン (USS Bowfin, SS-287)、ポンフレット (USS Pomfret, SS-391)、スターレット (USS Sterlet, SS-392)、トレパン (USS Trepang, SS-412) とウルフパック「マックズ・モップス Mac's Mops」を構成し、小笠原諸島方面に向かった。この哨戒では、この方面にある特設監視艇群を蹴散らして来るべき硫黄島の戦いを支援する第58任務部隊（マーク・ミッチャー中将）やB-29などへの手助けをする任務が与えられており、この任務にはもう一つのウルフパック、ラガート (USS Lagarto, SS-371)、ハダック (USS Haddock, SS-231)、セネット (USS Sennet, SS-408) の「ラタズ・ランサーズ Latta’s Lancers」も従事していた。「マックズ・モップス」はサイパン島に寄港の後、2月10日に硫黄島近海の担当海域に到着。2月13日までの最初の3日間は何も発見できなかった。パイパーは3月24日までの間、本州南方でB-29への支援と監視艇探索の任務を交互に実施。2月25日夜、パイパーは北緯34度06分 東経138度28分 / 北緯34.100度 東経138.467度の地点で2隻の船舶を発見し、2,000トン級の船を浮上雷撃により撃沈したと判断した。しかし、実際に撃沈したのは特設監視艇第三宝松丸（吉川広之、111トン）であった。哨戒の最後の4日間は、九州沖航空戦で大破し曳航されている空母フランクリン (USS Franklin, CV-13) への支援に従事した。3月30日、パイパーは60日間の行動を終えてミッドウェー島に帰投した。

### 第2の哨戒 1945年4月 - 6月
4月26日、パイパーは2回目の哨戒でオホーツク海に向かった。5月3日にオホーツク海の哨区に到着し、5月14日から5月25日まで同海域で哨戒を実施した。この哨戒で見た船舶のほとんどが様々なソ連船であったが、5月27日、パイパーは濃霧の中2隻の小型商船と思われる目標を探知し攻撃を行い、その攻撃は2,000トンないし4,000トン級の貨物船を撃沈したと判断された。しかし、JANACの戦後の調査では削除された。護衛艦が爆雷攻撃を行ったものの、その反撃は大したことはなかった。パイパーは6月4日に哨区を徹した。6月13日、パイパーは47日間の行動を終えて真珠湾に帰投。艦長がエドワード・L・ビーチ（アナポリス1939年組）に代わった。ビーチはトリガー (USS Trigger, SS-237)、ティランテ (USS Tirante, SS-420) 勤務を経てパイパーに赴任し、戦後には原子力潜水艦トライトン (USS Triton, SSRN-586) 艦長となる一方で、『深く静かに潜航せよ』など作家としても有名になる人物である。

### 第3の哨戒 1945年7月 - 8月
7月19日、パイパーは3回目の哨戒で日本海に向かった。途中、8月1日から4日までグアム島アプラ港に寄港して高度な訓練を行った。8月11日、パイパーは北緯31度52分 東経129度49分 / 北緯31.867度 東経129.817度の甑島近海で2隻の漁船を撃沈し、8月13日に日本海に入った。8月14日に6名の捕虜を救助したが、その翌日、終戦を迎えた。9月9日、パイパーは46日間の行動を終えて真珠湾に帰投した。
パイパーは第二次世界大戦の戦功で4個の従軍星章を受章した。

### 戦後・第6艦隊時代
パイパーは真珠湾を出航し、本国への帰国の途に就いた。10月15日にコネチカット州ニューロンドンのニューロンドン海軍潜水艦基地に到着し、続く5年間、ニューロンドンを拠点として活動した。ナッソー、ニューブランズウィック州、ノバスコシア州を訪問し、ポーツマス海軍造船所およびフィラデルフィア海軍造船所でオーバーホールが行われた。1950年5月2日、パイパーは第6艦隊での任務に向けて地中海へ出航した。任務を終えて帰国すると、特別訓練のためグアンタナモ湾へ6週間の巡航を行う。1951年6月、パイパーはチャールストン海軍造船所でフリート・シュノーケル改修が行われた。続く数年間をニューロンドンを拠点として東海岸沿いおよびカリブ海で活動する。1955年7月にパイパーは2度目の第6艦隊配備のため地中海へ向かう。1956年1月には再びカリブ海で活動し、3月から9月までポーツマス海軍造船所で広範囲オーバーホールが行われた。1957年7月1日、パイパーは大西洋艦隊潜水艦部隊司令官チャールズ・W・ウィルキンズ少将の旗艦となる。ウィルキンズ少将の妻は1944年のパイパー進水時、洗礼を行った。9月にパイパーは北大西洋で行われるNATOの演習に向けて8週間の航海を行う。1958年、パイパーは1年に及んだ潜水艦部隊の旗艦任務をシーウルフ (USS Seawolf, SSN-575) と交代した。1959年11月6日、パイパーはニューロンドンを出航し3ヶ月の第6艦隊配備に向かう。1960年はニューロンドンを拠点として活動し、1961年2月20日にカリブ海での演習に向かう。この演習でパイパーはシュノーケル潜水艦として10,000回目の潜水を達成した。

### キューバ危機以降
1962年の秋にキューバ危機が発生すると、パイパーはカリブ海に展開した。1963年10月8日には再び第6艦隊配備で地中海に向かう。スエズ運河を通過し、パキスタンのカラチでCENTOの演習 Midlink VI に参加、その後12月初めに地中海に戻り、続いて1964年2月1日にニューロンドンに帰還した。1964年は大西洋艦隊の演習に参加すると共に、ポーツマスやオランダのロッテルダムを訪問した。1965年の前半にポーツマス海軍造船所でオーバーホールを受けた後、パイパーは10月1日にカリブ海に向けて出航、その後1966年4月10日に再びカリブ海に向かう。1966年の残りはニューロンドンの潜水学校での任務に従事した。1967年3月22日、パイパーの主電源装置の出力が低下し、水上での活動に制限される状態に陥った。この時までにパイパーは13,724回の潜航を経験していた。5月10日にパイパーはノーフォーク海軍造船所入りし不活性化工事が行われる。6月15日には AGSS-409 （実験潜水艦）に艦種変更され、翌日「特別予備役」状態としてセロ (USS Cero, SS-225) に代わってミシガン州デトロイトの海軍予備役兵訓練艦となった。その後、パイパーは1971年6月にスクラップとして売却され、7月1日に退役、除籍された。